# 賴國材
賴國材（1921年—1982年）

## 生平和電影事業
抗戰前即加入上海聯華電影公司，來台後，成立台聯電影公司，原經營影片發行，掌握台中兩條院線之一，有屬於自己的發行系統。台語片興起後，投入製片工作。1959年，投資拍攝的《王哥柳哥遊台灣》上映後大受歡迎，成為台聯公司的奠基作品。同年，與大來公司的鄭錦洲在霧峰租下文化戲院，提供租借大量歌仔戲電影的攝製，也因此渡過台語片的低潮期。在其帶領下的台聯公司，以發行的角度來規劃電影的攝製，將行銷槪念帶入電影產業結構，對台灣電影產業的發展有不小的影響。製作發行之台語片總數超過八十部，其中《高雄發的尾班車》(1963)與《台北發的早車》(1964)等片都曾風行一時。